# Голт (Мисури)
Голт (енгл. Galt) град је у америчкој савезној држави Мисури.

## Демографија
По попису из 2010. године број становника је 253, што је 22 (-8,0%) становника мање него 2000. године.
| Група             | 2000.       | 2010.       |
| Белци             | 271 (98,5%) | 240 (94,9%) |
| Афроамериканци    | 0 (0,0%)    | 4 (1,6%)    |
| Азијати           | 0 (0,0%)    | 1 (0,4%)    |
| Хиспаноамериканци | 2 (0,7%)    | 0 (0,0%)    |
| Укупно            | 275         | 253         |